# Straßenheim (Oberschneiding)
Straßenheim ist eine Wüstung und war ein Gemeindeteil von Oberschneiding im niederbayerischen Landkreis Straubing-Bogen.
Die inzwischen abgetragene Einöde zwischen Wolferkofen und Niederharthausen gehörte ursprünglich zur Gemeinde Wolferkofen und kam bei deren Eingemeindung zu Oberschneiding. In den Dokumentationen der Volkszählungen wurde sie letztmals 1970 erwähnt, als Einöde mit einem Einwohner. Heute befindet sich die Anschlussstelle der Kreisstraße SR 72 an die Bundesstraße 20 dort, wo früher das Anwesen war.